# Arne Larsson

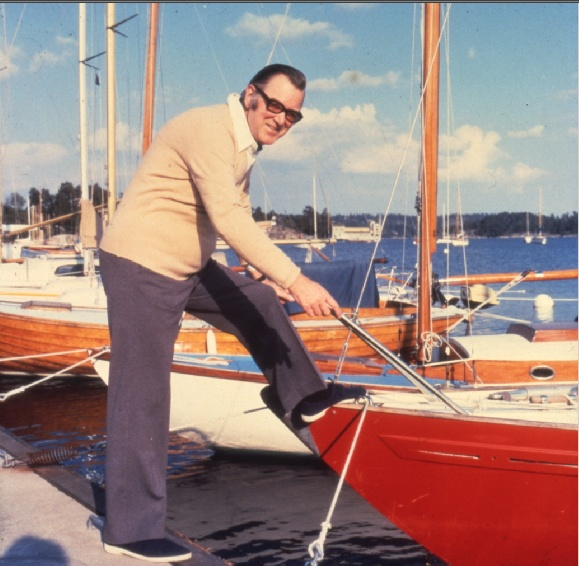
Arne Larsson

Arnie Larsson (ur. 26 maja 1915, zm. 28 grudnia 2001) - Szwed, pierwszy człowiek posiadający wszczepiony sztuczny rozrusznik serca (8 października 1958 r.). 
Jego operacja była możliwa dzięki inicjatywie jego żony Else-Marie Larsson, która po usłyszeniu o testach rozruszników na zwierzętach prowadzonych w Instytucie Karolinska, przekonała kardiochirurga Åkego Senninga do wczepienia stymulatora 43-letniemu Arnemu.
Przeszedł on 26 operacji wczepienia rozruszników i udało mu się dożyć wieku 86 lat, przeżywając swojego chirurga i twórcę stymulatora.